# فيليب ماكدونالد شيبارد
فيليب ماكدونالد شيبارد (27 يوليو 1921–17 أكتوبر 1976) عالم وراثة وحرشفيات أجنحة بريطاني.